# جون الكسندر (رسام)
جون الكسندر (بالإنجليزية: John Alexander)‏ هو رسام أمريكي، ولد في 26 أكتوبر 1945 في بومونت في الولايات المتحدة.